# Dương Cự Tẩm

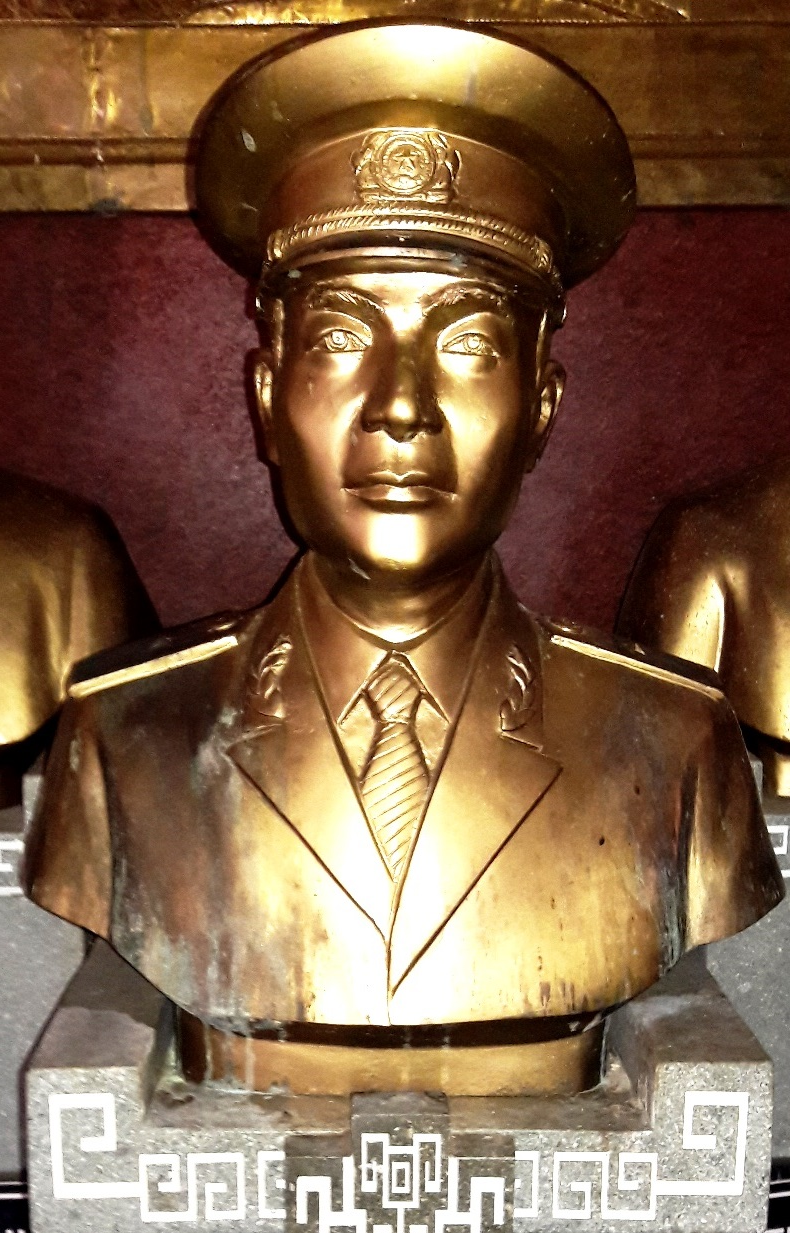
Tượng bán thân Dương Cự Tẩm tại Chiến khu D

Dương Cự Tẩm (1921-2006) là một sĩ quan cấp cao trong Quân đội nhân dân Việt Nam, hàm Trung tướng, nguyên Phó Tư lệnh Quân khu 7, Chính ủy Quân khu 7, Chính ủy Quân khu 8, Phó Chính ủy Quân khu 9, Cục phó Cục chính trị Quân giải phóng miền Nam Việt Nam.

## Thân thế
Ông quê ở huyện Kim Sơn, tỉnh Ninh Bình. Theo mẹ ông thì ông tuổi Tuất (sinh năm 1922), nhưng giấy khai sinh tiểu học của ông lại đề sinh năm 1924, còn theo tuổi nghỉ hưu là năm 1921. Ông sinh ra trong một gia đình mà tổ tiên vốn theo cụ Nguyễn Công Trứ vào khai hoang ở đất Kim Sơn, Ninh Bình. Cha ông là một nhà nho, làm thuốc Đông y. Mấy ông chú ông thì đều theo Tây học. 
Khi còn nhỏ, ông học tiểu học ở Kim Sơn, có một năm theo học trường dòng Phát Diệm. Năm 1939, ông vào học ở trường kỹ nghệ Hà Nội, được giác ngộ và tham gia phong trào cách mạng phản đế ở trường. Vì tổ chức bí mật của học sinh yêu nước bị vỡ, năm 1939 ông bị bắt cùng một nhóm thanh niên học sinh Hà Nội. Ông bị chính quyền thực dân đưa ra tòa án quân sự. Nhờ Luật sư Phan Anh cãi kịch liệt, với lý do ông mới 17 tuổi, nên ông chỉ bị đưa đi cải tạo trẻ vị thành niên ở Bắc Giang. Năm 1943, ông bị đưa về quản thúc tại địa phương, gia đình tổ chức cho ông trốn lên huyện Yên Mô dạy học tư kiếm sống và tiếp tục hoạt động cách mạng

## Sự nghiệp
Cách mạng tháng 8 năm 1945 thành công, ông được ông Trần Văn Tuyên phân công phụ trách Công đoàn Hà Nội. Từ tháng 4 năm 1947, ông là Chính trị viên Trung đoàn 109, Tỉnh đội Sa Đéc, rồi Chính trị viên các Trung đoàn 109, 111 (1950). Đầu năm 1951, ông được phân công làm Chính trị viên tỉnh đội Bến Tre. Năm 1954, ông ra Bắc làm Chính trị viên Trung đoàn 1 miền Tây Nam Bộ, rồi Chủ nhiệm chính trị Sư đoàn 332 đi tiễu phỉ ở biên giới Lạng Sơn trong 2 năm. Từ năm 1956 cho đến khi lên đường quay lại Nam chiến đấu, ông lần lượt là: Phó Chính ủy, Chủ nhiệm Chính trị Sư đoàn 338, rồi về công tác tại Cục Tổ chức, Cục Tuyên huấn, Tổng cục Chính trị (1960 - 1963).
Năm 1962, ông đi chiến dịch Nậm Thà bên Lào. Tháng 7 năm 1964, ông được cử làm Cục phó Chính trị Quân giải phóng miền Nam. Năm 1966 ông về làm Chính ủy Sư đoàn 7. Năm 1968, ông làm phó Chính ủy Quân khu 9. Năm 1969, ông về làm Chính ủy Quân khu 8. Năm 1974, ông lại lên làm Chính ủy Quân khu 7. Năm 1976, ông được trên điều về làm Chính ủy Trường Sĩ quan Lục quân 2. Năm 1989, ông nghỉ hưu. Thiếu tướng (1974), Trung tướng (1984)

## Khen thưởng
- Huân chương Độc lập hạng Nhất
- Huân chương Kháng chiến hạng Nhất
- Huân chương Kháng chiến chống Mỹ cứu nước hạng Nhất
- Huân chương Quân công Giải phóng hạng Nhất
- Huân chương Chiến công Giải phóng hạng Nhì
- Huân chương Chiến sĩ Vẻ vang (Nhất, Nhì, Ba)
- Huân chương Giải phóng (Nhất, Nhì, Ba)
- Huy chương Quân kỳ quyết thắng
- Huy hiệu 50 năm tuổi Đảng
- Huy hiệu Thành đồng Tổ quốc.